# Cotorreta aladaurada
La cotorreta aladaurada (Brotogeris chrysoptera) és una espècie d'ocell de la família dels psitàcids que habita en boscos i sabanes de l'est de Veneçuela, Guaiana i Brasil amazònic.